# Новобратское (Житомирская область)
Новобратское (укр. Новобратське) — село на Украине, основано в 1900 году, находится в Малинском районе Житомирской области.
Код КОАТУУ — 1823480403. Население по данным 2022 года составляло 490 человека. Почтовый индекс — 11625. Телефонный код — 4133. Занимает площадь 3,908 км².

## Адрес местного совета
11624, Житомирская область, Малинский р-н, с. Барвинки